# オブジェクト定義言語
オブジェクト定義言語 (オブジェクトていぎげんご、ODL、英: Object Definition Language) は、Object Data Management Group (ODMG) のオブジェクトモデルに適合するオブジェクトの型に適合するインタフェースを定義する仕様言語である。
ODLは、ODMGによって開発され標準仕様として公開された。
ODLの目的は、実体関連図 (ER図) の構造を定義することである。

## 言語

### クラス定義
```
interface
 
インターフェイス名
 
{

  
属性_
1
 
属性_
2
 …
  
関係_
1
 
関係_
2
 … 
  
メゾッド_
1
 
メゾッド_
2
 …

}
```

### 属性の定義
```
attribute
 
型
 
属性名
 
;
```

### 関係の定義
```
relationships
 
レンジ型
 
関係名
 
;
```

### ODLによる定義例
```
interface
 Customer 
{

  
attribute
 string name 
;

  
attribute
 integer ss# ;
  
attribute
 Struct Addr {string street, string city, int zip} address 
;

  
relationship
 Set
<
Loans
>
 borrowed inverse Loans::borrower 
;

  
relationship
 Set
<
Branch
>
 has-account-at inverse Branch:patrons 
;

  key(ss#)

}
```